# Limnephilus asiaticus
Limnephilus asiaticus is een schietmot uit de familie Limnephilidae. De soort komt voor in het Oriëntaals en het Palearctisch gebied.